# The Sea is behind
Pour plus de détails, voir Fiche technique et Distribution.
The Sea is behind (Al bahr min ouaraikoum) est un film marocain réalisé par Hicham Lasri, sorti en 2014.

## Fiche technique
- Titre original : Al bahr min ouaraikoum
- Titre français : The Sea is behind
- Réalisation : Hicham Lasri
- Scénario : Hicham Lasri
- Pays d'origine : Maroc
- Format : Noir et blanc - 35 mm - 2,35:1 - Dolby
- Genre : drame
- Durée : 98 minutes
- Date de sortie : 2014

## Distribution
- Malek Akhmiss : Tarik
- Fairouz Amiri : Dalenda
- Mohamed Aouragh : Mourad
- Hassan Ben Badida : Daoud
- Salah Bensalah : Lotfi
- Najat Khairallah : The veterinary
- Adil Lasri : Adil
- Yassine Sekkal : Mikhi
- Zineb Smaiki : mère de Mourad
- Hanane Zouhdi : Rita